# Ricardo Bernal

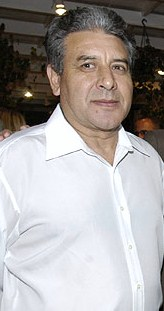
Ricardo Bernal

Ricardo Bernal Romero (* 28. August 1947 in Fray Bentos) ist ein uruguayischer Politiker.
Der ehemalige Polizeibeamte im Rang eines Inspector Principal (R), der 1989 die Leitung der Zentrale von INTERPOL in Uruguay übernahm, gehört keiner Partei an. Bernal, der bereits zuvor in Montevideo unter anderem als stellvertretender Polizeipräsident wirkte, hatte Ende Dezember 2004 noch das Amt des Polizeipräsidenten von Colonia inne und bekleidete später dann das Amt des Polizeipräsidenten von Montevideo (Jefe de Policía). Bernal war vom 2. März 2007 bis zum 1. März 2010 zunächst unter Ministerin Daisy Tourné, später dann unter deren Nachfolger Jorge Bruni, stellvertretender Innenminister von Uruguay. Damit war er der erste Polizeibeamte seines Heimatlandes, der ein solch hohes Amt bekleidete. Seit 2007 ist er auch dauerhaftes Mitglied der Junta Nacional de Drogas (JND). Bernal hat mindestens einen Sohn.